# Elliot Benchetrit
Elliot Benchetrit (Nizza, 2 ottobre 1998) è un tennista marocchino nato in Francia, paese che ha rappresentato fino al 2020.

## Carriera
Debutta in un torneo del Grande Slam al Roland Garros del 2018 grazie a una wild card, venendo immediatamente eliminato da Gaël Monfils in quattro set.
Nel 2019 partecipa nuovamente al Roland Garros, questa volta passando dalle qualificazioni, ottenendo la prima vittoria in un Grande Slam contro Cameron Norrie, per poi essere sconfitto al turno successivo da Dušan Lajović. Ottiene una wild card anche per il torneo di doppio insieme a Geoffrey Blancaneaux, fermandosi anche in questa occasione al secondo turno.
Nello stesso anno si qualifica anche per lo US Open, dove però viene eliminato immediatamente da Damir Džumhur.
Nel 2020 si qualifica per l'Australian Open, ma esce al primo turno contro Yūichi Sugita.
Dal 2021, pur mantenendo la nazionalità francese, rappresenta il Marocco, paese di cui è originario il padre . Il 30 giugno successivo vince la medaglia di bronzo in doppio ai XIX Giochi del Mediterraneo in coppia con Adam Moundir.

## Statistiche
Aggiornate al 24 gennaio 2023.

### Tornei minori

#### Singolare

##### Vittorie (5)
| Legenda tornei minori |
| Challenger (0)        |
| Futures (5)           |

| No. | Data              | Torneo                | Superficie  | Avversario in finale | Punteggio      |
| 1.  | 10 settembre 2017 | Tunisia F25, Hammamet | Terra rossa | Rudolf Molleker      | 6-4, 2-0, rit. |
| 2.  | 17 settembre 2017 | Tunisia F26, Hammamet | Terra rossa | Luca Giacomini       | 6-4, 6-2       |
| 3.  | 18 febbraio 2018  | Tunisia F6, Gerba     | Cemento     | Matteo Martineau     | 6-3 6-2        |
| 4.  | 18 settembre 2022 | M25 Sintra, Sintra    | Cemento     | Jesper de Jong       | 6-4, 6-1       |
| 5.  | 22 febbraio 2023  | M25 Doha, Doha        | Cemento     | Bogdan Bobrov        | 6-4, 6-3       |

##### Sconfitte in finale (1)
| No. | Data          | Torneo                | Superficie  | Avversario in finale | Punteggio |
| 1.  | 4 giugno 2017 | Tunisia F21, Hammamet | Terra rossa | Cristian Rodríguez   | 5-7, 4-6  |

#### Doppio

##### Vittorie (3)
| Legenda tornei minori |
| Challenger (1)        |
| Futures (2)           |

| Numero | Data              | Torneo                           | Superficie  | Compagno             | Avversari in finale             | Punteggio              |
| 1.     | 6 agosto 2017     | Morocco F3, Casablanca           | Terra rossa | Maxime Hamou         | Nick Chappell Skander Mansouri  | 7–6(4), 6(2)–7, [10-5] |
| 2.     | 10 settembre 2017 | Tunisia F25, Hammamet            | Terra rossa | Rudolf Molleker      | Aziz Dougaz Anis Ghorbel        | 7-5, 6-3               |
| 3.     | 17 giugno 2018    | Open Sopra Steria de Lyon, Lione | Terra rossa | Geoffrey Blancaneaux | Hsieh Cheng-peng Luca Margaroli | 6-3, 4-6, [10-7]       |

##### Sconfitte in finale (2)
| Numero | Data              | Torneo                                       | Superficie  | Compagno      | Avversari in finale        | Punteggio |
| 1.     | 17 settembre 2017 | Tunisia F26, Hammamet                        | Terra rossa | Louis Wessels | Filippo Baldi Mirko Cutuli | 4-6, 4-6  |
| 2.     | 23 agosto 2020    | Internazionali di Tennis Città di Todi, Todi | Terra rossa | Hugo Gaston   | Ariel Behar Andrej Golubev | 4-6, 2-6  |